# Чезакастина (Терамо)
Чезакастина (итал. Cesacastina) је насеље у Италији у округу Терамо, региону Абруцо.
Према процени из 2011. у насељу је живело 134 становника. Насеље се налази на надморској висини од 1146 м.